# Jonathan Glenn
Jonathan Ricardo Glenn (ur. 17 sierpnia 1987 w Maloney Gardens) – piłkarz z Trynidadu i Tobago grający na pozycji napastnika. Od 2015 jest zawodnikiem klubu Breiðablik UBK, do którego jest wypożyczony z Vestmannaeyja.

## Kariera klubowa
Swoją karierę piłkarską Glenn rozpoczął na amerykańskim uniwersytecie Saint Leo University, gdzie grał w zespole piłkarskim St. Leo Lions w lidze uniwersyteckiej. W 2008 roku grał w zespole Panama City Pirates w PDL Southeast Division, a w 2009 roku ponownie był zawodnikiem St. Leo Lions. W latach 2010–2011 występował w Vermont Voltage, a w latach 2012-2013 - w Jacksonville United.
W 2014 roku Glenn podpisał kontrakt z islandzkim klubem Vestmannaeyja. Swój debiut w nim zaliczył 4 maja 2014 w zremisowanym 1:1 wyjazdowym meczu z Fram.
W połowie 2015 roku Glenn został wypożyczony do Breiðablik UBK. Swój debiut w nim zanotował 27 lipca 2015 w zremisowanym 0:0 wyjazdowym spotkaniu z Reykjavíkur.

## Kariera reprezentacyjna
W reprezentacji Trynidadu i Tobago Glenn zadebiutował 11 listopada 2014 roku w wygranym 3:2 meczu eliminacji do Złotego Pucharu CONCACAF 2015 z Curaçao. W 2015 roku został powołany do kadry Trynidadu i Tobago na ten turniej. Na tym turnieju był rezerwowym i nie wystąpił w żadnym meczu.